# قله دمیرکازاک
قله دمیرکازاک (به ترکی استانبولی: Demirkazık Peak) یک کوه در ترکیه است که در استان نیغده واقع شده‌است. قله دمیرکازاک ۳٬۷۵۶ متر بالاتر از سطح دریا واقع شده‌است.